# Quartier de la Madeleine (Le Mans)
 (septembre 2024).
- Si vous ne connaissez pas le sujet, laissez ce bandeau (vous pouvez alors contacter les auteurs).
- Si vous supprimez le contenu mis en cause (vous pouvez préalablement contacter les auteurs),

argumentez précisément cette suppression dans la page de discussion
(un manque de référence n'est pas un argument ; une recherche réelle de référence doit avoir été effectuée, être formellement documentée).
Pour les articles homonymes, voir Quartier de la Madeleine (homonymie).
Le quartier de la Madeleine, parfois nommé Beaulieu, est un quartier situé au nord de la ville du Mans. Il est situé sur la rive droite de la Sarthe et Il englobe les sous quartiers Gallière et Boussinière.

## Histoire
Dès l'avènement de Vindunum (ancien nom du Mans) comme cité des Cénomans à l'époque gallo-romaine, l'endroit semble utilisé comme terrain d'entrainement pour les troupes en faction.

### L'église de la Madeleine
La Madeleine est un quartier très récent comparé à d'autres quartiers historiques comme le vieux-Mans, le Pré ou Pontlieue. Cela est surtout du fait que le quartier est resté longtemps trop loin de la ville centre du Vieux-Mans. Le quartier fut autrefois la paroisse de Sainte-Madeleine. L'église fut vendue comme bien national en même temps que l'abbaye (aujourd'hui disparue) dite de Beaulieu.
L'église est détruite en 1795. Mais dès 1812, on retrouve sur le cadastre les hameaux de l'ancienne paroisse. Ces derniers formeront les sous-quartiers qui composent l'ensemble actuel de la madeleine : la grande et petite Gallière, le grand Léard ou encore Beauregard… La paroisse changera de nom au moins trois fois en trois siècles. En 1265, elle est ainsi nommée « Parrochia Beate Marie Magdalene » ; en 1373, elle devient la « Cura Beate Marie Magdalena propre Bellum Locum », puis en 1508, elle prend son nom définitif de « Ecclesia de Magdalena ». Il est à noter que le quartier est l'un des rares à avoir perdu l'église qui était à l'origine de sa dénomination.

### L'abbaye de Beaulieu
L'abbaye appartenait à l'ordre de chanoines réguliers de Saint-Augustin. Elle fut instaurée en 1115 par Bernard de Sillé. Le lieu choisi est une prairie non loin de la Sarthe, la prairie de Luceau. L'abbaye garda ce nom pendant un temps avant de devenir Notre-Dame-du-Parc puis Beaulieu. Le monastère est inauguré en 1123. Son développement est assez rapide et en 40 ans elle possède déjà nombre d'églises, maisons et terres en sa possession. L'abbaye possède un collège renommé. La charité de ses pensionnaires est également reconnue, car de grandes aumônes sont distribuées pour les manants errants autour du Mans. On sait que dès 1555, un maître d'école dispense des cours de grammaire et de chants liturgiques.
Entre les XIIe et XIIIe siècles, les moines bâtissent une église qui restera comme l'une des plus belles de la ville et de ses alentours. Elle est ornée d'un autel en marbre et de nombreux tableaux. Au moins deux chapelles sont bâties autour : une était dédiée à Sainte Marcufle, et l'autre à la Sainte Croix. On sait que l'édifice subira deux importantes restaurations en 1754 et en 1766. La maison abbatiale sera reconstruire en 1700. La fin de l'abbaye survient naturellement pendant la Révolution française. D'abord, ses richesses sont pillées. Ensuite, la propriété est revendue. Elle est acquise par Leprince de Claircigny pour 32 000 livres et est aussitôt démolie.

### Le tramway dans le quartier

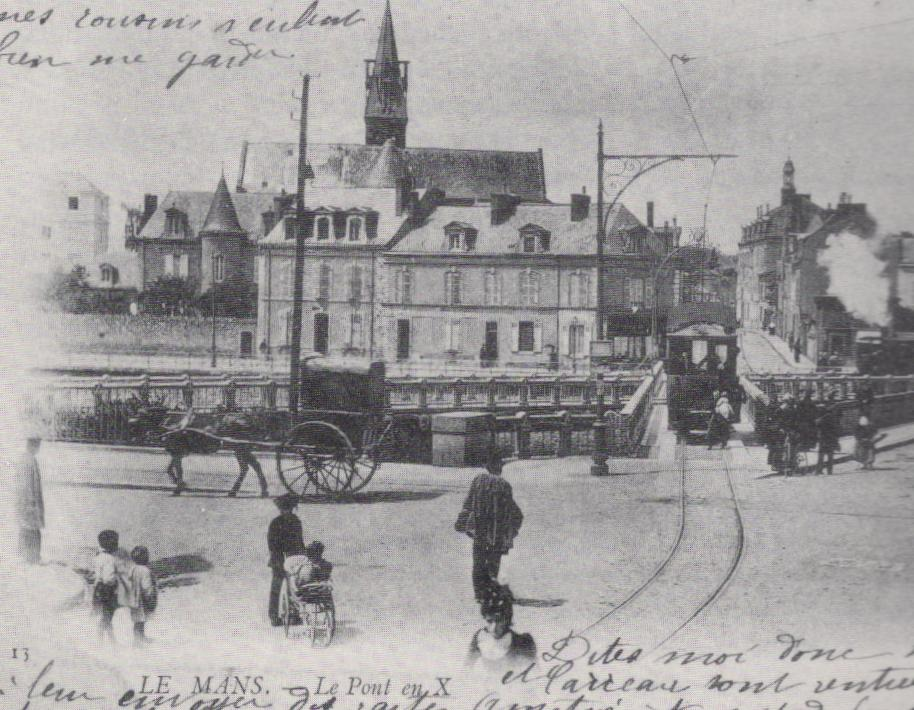
Le pont en X

Le tramway arrive au sein du quartier grâce au pont en X, une gloire mancelle du début du XXe siècle. Il s'agissait de la ligne 2 reliant le Grand Cimetière à la Route de Paris.

### Beaulieu: terre de sport
Beaulieu fut pendant longtemps la terre mère du sport manceau. Dès la fin du XIXe siècle, la pratique sportive est intense dans la région mancelle, alors en expansion. Elle est surtout dynamisée sous l'égide de deux institutions différentes très présentes dans la ville : les lycées du Mans et les militaires en faction dans la ville. Plusieurs clubs se créent, dont le plus fameux restera l'Union Sportive du Mans (USM, ancêtre du Mans UC). L'USM prend son envol en 1899, année au cours de laquelle se créent les sections rugby-football et athlétisme. Au début du XXe siècle, d'autres sports s'invitent au club : tennis, tennis de table, pétanque, équitation ou encore aviron. Le football est alors pratiqué dans les prairies de Beaulieu.
Avant la guerre, le Vélodrome Léon-Bollée est construit et est officiellement ouvert le 29 avril 1906. Une piste cyclable y est construite. Elle possède des virages relevés qui font les beaux jours des amateurs de la petite reine. L'USM y jouera surtout pendant la Première Guerre mondiale. Le club deviendra le refuge des quelques internationaux Belges. Le club atteint les demi-finales de la coupe de France en 1917. L'USM échouera également en quart l'année suivante. Puis, c'est l'aviron qui prend son essor dans les années 1920, grâce à la Sarthe se situant juste à côté. Le stade devrait être démoli à la suite de la mise en service du MMArena. Cela changera radicalement le visage du quartier, non sans inquièter ces habitants de la suite de cette destruction.

## Géographie
Le quartier est situé dans le secteur nord-ouest. Il symbolise l'extrémité nord de la commune du Mans. Plus au nord, il faut passer la rocade et la Sarthe, on entre alors dans la commune de La Chapelle-Saint-Aubin et tout particulièrement, sa zone commerciale. À l'est, la ville de Coulaines est quasiment intégrée à la ville du Mans elle-même. La séparation n'existe même pas avec le quartier de la Madeleine. Au Sud, on retombe sur la Sarthe que l'on peut longer jusqu'au quartier du Pré. De ce point de vue, une majorité du versant sud du quartier de la Madeleine est parallèle à la cité Plantagenêt par rapport à la Sarthe. À l'est du quartier, on trouve la Chasse royale délimitée grâce à l'avenue Rhin et Danube. Le quartier de la Madeleine est l'un des rares de la ville à être orienté de manière quasi-rectangulaire sur un axe nord-sud.
|               | Quartier Gallière                  |           |
| Chasse Royale | Quartier de la Madeleine (Le Mans) | Coulaines |
|               | Quartier du pré                    |           |

## Architecture et bâtiments importants
- Abbaye de Beaulieu (détruite)
- Cimetière de l'Ouest
- Église de la Madeleine (détruite)
- Stade Léon-Bollée
- Pont en X (détruit)